# 営州
営州（えいしゅう）は、中国にかつて存在した州。

## 先秦時代
上古の中国の九州の一つに数えられている。具体的な区域については、『爾雅』では「斉」であるとしており、現在の山東省周辺にあたる地域を指していたと思われる。一方で、『書経』鄭玄注では「青州から海を渡った区域を斉から分割して営州とした」としており、山東半島から渤海を渡った遼東半島、すなわち現在の遼寧省にあたる地域のこととしている。

## 漢代
後漢末の遼東で軍閥の公孫氏が割拠すると、渤海を渡って山東半島の一部をも版図に収め、ここに営州刺史をおいた。しかし、後漢の派遣した将軍張遼によって営州は打ち破られた。陶元珍はこの時張遼に打ち破られたとする「柳毅」なる人物が営州刺史だったのではないかと推測している。

## 魏晋南北朝時代
南北朝時代に、北魏が北燕を滅ぼすと、444年（太平真君5年）、北燕遺領に営州を設置、州治を龍城県とした。

## 隋代
隋代が成立すると当初は下部に1郡1県を設置した。607年（大業3年）、州制廃止に伴い営州は柳城郡と改称され、下部に1県を管轄した。隋代の行政区分に関しては下表を参照。
| 隋代の行政区画変遷 | 隋代の行政区画変遷 | 隋代の行政区画変遷 | 隋代の行政区画変遷 |
| 区分               | 開皇元年           | 区分               | 大業3年            |
| ------------------ | ------------------ | ------------------ | ------------------ |
| 州                 | 営州               | 郡                 | 柳城郡             |
| 郡                 | 建徳郡             | 県                 | 柳城県             |
| 県                 | 龍城県             | 県                 | 柳城県             |

## 唐代以降
唐代でも営州（柳城郡）は郡レベルの地方行政区分として存続し、北辺の防備の要所として都督府が設置され、719年（開元7年）には平盧節度使が置かれた。北方民族と接していたため軍事的な対立の場となり、契丹や奚に占領されては奪還を繰り返していたが、761年（上元2年）に奚に占領された後は奪還することができず、営州は現在の昌黎県周辺に後退した。しかし五代十国時代の後唐の同光年間に契丹に占領された。その後1142年（皇統2年）に金朝が占領すると、営州は廃止となりその管轄地域は平州に統合された。